# 红烛蛇菰
红烛蛇菰（学名：Balanophora mutinoides）为蛇菰科蛇菰属下的一个种。

## 扩展阅读
- 維基物種上的相關：红烛蛇菰